# Пригородное (Шортандинский район)
Пригородное (каз. Пригородное) — село в Шортандинском районе Акмолинской области Казахстана. Административный центр Пригородного сельского округа. Код КАТО — 116849100.

## География
Село расположено на берегу реки Талкара, в северо-западной части района, на расстоянии примерно 51 километров (по прямой) к западу от административного центра района — посёлка Шортанды.
Абсолютная высота — 311 метров над уровнем моря.
Климат холодно-умеренный, с хорошей влажностью. Среднегодовая температура воздуха отрицательная и составляет около -3,8°С. Среднемесячная температура воздуха в июле достигает +20,0°С. Среднемесячная температура января составляет около -14,7°С. Среднегодовое количество осадков составляет около 420 мм. Основная часть осадков выпадает в период с июня по август.
Ближайшие населённые пункты: село Камышенка — на юго-западе, село Октябрьское — на юго-востоке, село Ерофеевка — на севере.
С села приходит автодорога областного значения — КС-4 КС-4 «Жолымбет — Шортанды — Пригородное».

## Население
В 1989 году население села составляло 1212 человек (из них русские — 52%).

В 1999 году население села составляло 1056 человек (516 мужчин и 540 женщин). По данным переписи 2009 года, в селе проживали 933 человека (451 мужчина и 482 женщины).
| Численность населения | Численность населения | Численность населения |
| 1989                  | 1999                  | 2009                  |
| --------------------- | --------------------- | --------------------- |
| 1212                  | ↘1056                 | ↘933                  |

## Улицы[6]
- ул. Басколь
- ул. Восточная
- ул. Луговая
- ул. Новая
- ул. Новоселовская
- ул. Промзона
- ул. Роздольная ул.
- Советская ул.
- Строительная ул.
- Целинная ул.
- Школьная